# Vodacom Cup 2008
Vodacom Cup 2008 – jedenasta edycja Vodacom Cup, trzeciego poziomu rozgrywek w rugby union w Południowej Afryce.
Czternaście uczestniczących zespołów rywalizowało w pierwszej fazie podzielone na dwie siedmiozespołowe grupy rozgrywając po jednym spotkaniu z drużynami z drugiej grupy, następnie czołowe czwórki z każdej z grup awansowały do fazy pucharowej złożonej z ćwierćfinałów, półfinałów i finału. W przypadku remisów w fazie pucharowej zostały ustalone odrębne zasady.
Z ćwierćfinałowych pojedynków zwycięsko wyszły zespoły Cheetahs, Blue Bulls, Western Province i obrońcy tytułu, Griquas. Półfinały na swoją korzyść rozstrzygnęły drużyny Blue Bulls i Cheetahs, zaś w finale triumfowali zawodnicy Blue Bulls otrzymując również ustanowioną po raz pierwszy nagrodę finansową w wysokości miliona randów.
W fazie grupowej najwięcej punktów zdobył Ismaeel Dollie (103), przyłożeń zaś Rocco Jansen (11), utrzymali oni prowadzenie również po fazie pucharowej.

## Faza grupowa

### Mecze
| 22 lutego 200815:30 | Cheetahs | 42:36(8:9) | Golden Lions | Vodacom Park, Bloemfontein Widzów: 1 000 Sędzia: Deon van Blommestein |
| 22 lutego 200815:30 |          | 42:36(8:9) |              | Vodacom Park, Bloemfontein Widzów: 1 000 Sędzia: Deon van Blommestein |

| 22 lutego 200818:00 | SWD Eagles | 33:27(13:5) | Blue Bulls | Outeniqua Park, George Widzów: 356 Sędzia: Francois Veldsman |
| 22 lutego 200818:00 |            | 33:27(13:5) |            | Outeniqua Park, George Widzów: 356 Sędzia: Francois Veldsman |

| 22 lutego 200819:00 | Border Bulldogs | 5:15(0:8) | Griquas | Absa Stadium, East London Widzów: 500 Sędzia: Mtheleni Msileni |
| 22 lutego 200819:00 |                 | 5:15(0:8) |         | Absa Stadium, East London Widzów: 500 Sędzia: Mtheleni Msileni |

| 23 lutego 200814:30 | Natal Wildebeest | 10:30(10:10) | Pumas | ABSA Stadium, Durban Widzów: 5 000 Sędzia: Mlungiseleli Mdashe |
| 23 lutego 200814:30 |                  | 10:30(10:10) |       | ABSA Stadium, Durban Widzów: 5 000 Sędzia: Mlungiseleli Mdashe |

| 23 lutego 200815:30 | Mighty Elephants | 14:32(14:14) | Leopards | Adcock Stadium, Port Elizabeth Widzów: 600 Sędzia: Matt Kemp |
| 23 lutego 200815:30 |                  | 14:32(14:14) |          | Adcock Stadium, Port Elizabeth Widzów: 600 Sędzia: Matt Kemp |

| 23 lutego 200816:00 | Boland Cavaliers | 31:22(10:15) | Falcons | Boland Stadium, Wellington Widzów: 200 Sędzia: Gareth Lloyd-Jones |
| 23 lutego 200816:00 |                  | 31:22(10:15) |         | Boland Stadium, Wellington Widzów: 200 Sędzia: Gareth Lloyd-Jones |

| 23 lutego 200816:00 | Western Province | 51:7(32:0) | Griffons | Bellville, Kapsztad Widzów: 1 500 Sędzia: Chris Healy |
| 23 lutego 200816:00 |                  | 51:7(32:0) |          | Bellville, Kapsztad Widzów: 1 500 Sędzia: Chris Healy |

| 29 lutego 200816:00 | Golden Lions | 14:16(11:13) | Western Province | Ellis Park, Johannesburg Sędzia: Jaco Peyper |
| 29 lutego 200816:00 |              | 14:16(11:13) |                  | Ellis Park, Johannesburg Sędzia: Jaco Peyper |

| 29 lutego 200819:00 | Griffons | 41:27(24:17) | Border Bulldogs | North West Stadium, Welkom Widzów: 150 Sędzia: Christie du Preez |
| 29 lutego 200819:00 |          | 41:27(24:17) |                 | North West Stadium, Welkom Widzów: 150 Sędzia: Christie du Preez |

| 29 lutego 200819:00 | Pumas | 57:17(33:3) | Mighty Elephants | Atlantic Stadium, Witbank Widzów: 1 000 Sędzia: Sindile Mayende |
| 29 lutego 200819:00 |       | 57:17(33:3) |                  | Atlantic Stadium, Witbank Widzów: 1 000 Sędzia: Sindile Mayende |

| 1 marca 200815:00 | Griquas | 58:20(18:10) | SWD Eagles | Absa Park, Kimberley Sędzia: Gareth Lloyd-Jones |
| 1 marca 200815:00 |         | 58:20(18:10) |            | Absa Park, Kimberley Sędzia: Gareth Lloyd-Jones |

| 1 marca 200815:00 | Falcons | 33:36(14:23) | Cheetahs | Sasolburg THS, Sasolburg Widzów: 300 Sędzia: Tiaan Jonker |
| 1 marca 200815:00 |         | 33:36(14:23) |          | Sasolburg THS, Sasolburg Widzów: 300 Sędzia: Tiaan Jonker |

| 1 marca 200815:00 | Leopards | 25:29(17:16) | Boland Cavaliers | Olën Park, Potchefstroom Sędzia: Stuart Berry |
| 1 marca 200815:00 |          | 25:29(17:16) |                  | Olën Park, Potchefstroom Sędzia: Stuart Berry |

| 1 marca 200816:30 | Blue Bulls | 39:10(25:10) | Natal Wildebeest | Loftus Versfeld Stadium, Pretoria Sędzia: Leon van der Merwe |
| 1 marca 200816:30 |            | 39:10(25:10) |                  | Loftus Versfeld Stadium, Pretoria Sędzia: Leon van der Merwe |

| 7 marca 200819:00 | Border Bulldogs | 15:35(8:17) | Golden Lions | Absa Stadium, East London Widzów: 450 Sędzia: Jerome America |
| 7 marca 200819:00 |                 | 15:35(8:17) |              | Absa Stadium, East London Widzów: 450 Sędzia: Jerome America |

| 8 marca 200815:00 | SWD Eagles | 24:7(17:0) | Griffons | Rustdene Sports Grounds, Beaufort West Widzów: 300 Sędzia: Mlungiseleli Mdashe |
| 8 marca 200815:00 |            | 24:7(17:0) |          | Rustdene Sports Grounds, Beaufort West Widzów: 300 Sędzia: Mlungiseleli Mdashe |

| 8 marca 200815:30 | Mighty Elephants | 33:35(6:20) | Blue Bulls | Wolfson Stadium, Port Elizabeth Sędzia: Mark Lawrence |
| 8 marca 200815:30 |                  | 33:35(6:20) |            | Wolfson Stadium, Port Elizabeth Sędzia: Mark Lawrence |

| 8 marca 200815:30 | Cheetahs | 47:31(21:24) | Leopards | Hoopstad Stadium, Hoopstad Widzów: 2 000 Sędzia: Sindile Mayende |
| 8 marca 200815:30 |          | 47:31(21:24) |          | Hoopstad Stadium, Hoopstad Widzów: 2 000 Sędzia: Sindile Mayende |

| 8 marca 200816:00 | Western Province | 54:21(28:7) | Falcons | Brookside, Kapsztad Widzów: 600 Sędzia: Francois Veldsman |
| 8 marca 200816:00 |                  | 54:21(28:7) |         | Brookside, Kapsztad Widzów: 600 Sędzia: Francois Veldsman |

| 8 marca 200816:00 | Boland Cavaliers | 45:7(14:7) | Pumas | Boland Stadium, Wellington Sędzia: Petrus Bosch |
| 8 marca 200816:00 |                  | 45:7(14:7) |       | Boland Stadium, Wellington Sędzia: Petrus Bosch |

| 8 marca 200816:30 | Natal Wildebeest | 23:20(14:13) | Griquas | ABSA Stadium, Durban Sędzia: Lesego Legoete |
| 8 marca 200816:30 |                  | 23:20(14:13) |         | ABSA Stadium, Durban Sędzia: Lesego Legoete |

| 14 marca 200819:00 | Pumas | 20:34(13:20) | Cheetahs | Atlantic Stadium, Witbank Widzów: 700 Sędzia: Lesego Legoete |
| 14 marca 200819:00 |       | 20:34(13:20) |          | Atlantic Stadium, Witbank Widzów: 700 Sędzia: Lesego Legoete |

| 14 marca 200819:00 | Griffons | 7:32(0:10) | Natal Wildebeest | North West Stadium, Welkom Widzów: 850 Sędzia: Matt Kemp |
| 14 marca 200819:00 |          | 7:32(0:10) |                  | North West Stadium, Welkom Widzów: 850 Sędzia: Matt Kemp |

| 14 marca 200819:10 | Leopards | 18:28(10:9) | Western Province | Olën Park, Potchefstroom Widzów: 3 000 Sędzia: Jason Jaftha |
| 14 marca 200819:10 |          | 18:28(10:9) |                  | Olën Park, Potchefstroom Widzów: 3 000 Sędzia: Jason Jaftha |

| 15 marca 200814:00 | Golden Lions | 20:6(10:3) | SWD Eagles | Ellis Park, Johannesburg Widzów: 3 000 Sędzia: Petrus Bosch |
| 15 marca 200814:00 |              | 20:6(10:3) |            | Ellis Park, Johannesburg Widzów: 3 000 Sędzia: Petrus Bosch |

| 15 marca 200815:00 | Falcons | 38:25(14:17) | Border Bulldogs | ERU Rugby Club, Reiger Park Widzów: 200 Sędzia: Tiaan Jonker |
| 15 marca 200815:00 |         | 38:25(14:17) |                 | ERU Rugby Club, Reiger Park Widzów: 200 Sędzia: Tiaan Jonker |

| 15 marca 200815:00 | Blue Bulls | 25:18(10:10) | Boland Cavaliers | Brits Sports Ground, Brits Widzów: 4 000 Sędzia: Deon van Blommestein |
| 15 marca 200815:00 |            | 25:18(10:10) |                  | Brits Sports Ground, Brits Widzów: 4 000 Sędzia: Deon van Blommestein |

| 15 marca 200815:30 | Griquas | 55:22(31:5) | Mighty Elephants | Absa Park, Kimberley Widzów: 250 Sędzia: Jerome Fortuin |
| 15 marca 200815:30 |         | 55:22(31:5) |                  | Absa Park, Kimberley Widzów: 250 Sędzia: Jerome Fortuin |

| 28 marca 200819:10 | Border Bulldogs | 13:36(8:3) | Leopards | Absa Stadium, East London Widzów: 500 Sędzia: Jerome Fortuin |
| 28 marca 200819:10 |                 | 13:36(8:3) |          | Absa Stadium, East London Widzów: 500 Sędzia: Jerome Fortuin |

| 29 marca 200814:30 | Natal Wildebeest | 17:10(17:0) | Golden Lions | ABSA Stadium, Durban Widzów: 2 000 Sędzia: Deon van Blommestein |
| 29 marca 200814:30 |                  | 17:10(17:0) |              | ABSA Stadium, Durban Widzów: 2 000 Sędzia: Deon van Blommestein |

| 29 marca 200815:30 | Mighty Elephants | 36:12(19:12) | Griffons | EPRU Stadium, Port Elizabeth Widzów: 130 Sędzia: Silulami Pityoi |
| 29 marca 200815:30 |                  | 36:12(19:12) |          | EPRU Stadium, Port Elizabeth Widzów: 130 Sędzia: Silulami Pityoi |

| 29 marca 200815:30 | SWD Eagles | 26:27(8:13) | Falcons | Uniondale Widzów: 3 200 Sędzia: Francois Veldsman |
| 29 marca 200815:30 |            | 26:27(8:13) |         | Uniondale Widzów: 3 200 Sędzia: Francois Veldsman |

| 29 marca 200815:30 | Cheetahs | 22:68(5:38) | Blue Bulls | Petrusburg Sports Grounds, Petrusburg Widzów: 5 000 Sędzia: Gareth Lloyd-Jones |
| 29 marca 200815:30 |          | 22:68(5:38) |            | Petrusburg Sports Grounds, Petrusburg Widzów: 5 000 Sędzia: Gareth Lloyd-Jones |

| 29 marca 200815:30 | Boland Cavaliers | 19:31(12:10) | Griquas | Vredendal Sports Grounds, Vredendal Widzów: 2 500 Sędzia: Matt Kemp |
| 29 marca 200815:30 |                  | 19:31(12:10) |         | Vredendal Sports Grounds, Vredendal Widzów: 2 500 Sędzia: Matt Kemp |

| 29 marca 200816:00 | Western Province | 59:19(45:0) | Pumas | Faure Street Stadium, Paarl Sędzia: Philip Bosch |
| 29 marca 200816:00 |                  | 59:19(45:0) |       | Faure Street Stadium, Paarl Sędzia: Philip Bosch |

| 4 kwietnia 200819:00 | Griquas | 57:5(15:5) | Cheetahs | Absa Park, Kimberley Widzów: 500 Sędzia: Sindile Mayende |
| 4 kwietnia 200819:00 |         | 57:5(15:5) |          | Absa Park, Kimberley Widzów: 500 Sędzia: Sindile Mayende |

| 4 kwietnia 200819:00 | Griffons | 29:53(10:22) | Boland Cavaliers | North West Stadium, Welkom Widzów: 500 Sędzia: Lourens van der Merwe |
| 4 kwietnia 200819:00 |          | 29:53(10:22) |                  | North West Stadium, Welkom Widzów: 500 Sędzia: Lourens van der Merwe |

| 4 kwietnia 200819:10 | Pumas | 53:11(24:11) | Border Bulldogs | Atlantic Stadium, Witbank Widzów: 400 Sędzia: Willie Roos |
| 4 kwietnia 200819:10 |       | 53:11(24:11) |                 | Atlantic Stadium, Witbank Widzów: 400 Sędzia: Willie Roos |

| 5 kwietnia 200814:30 | Blue Bulls | 35:37(25:19) | Western Province | Loftus Versfeld Stadium, Pretoria Widzów: 2 447 Sędzia: Stuart Berry |
| 5 kwietnia 200814:30 |            | 35:37(25:19) |                  | Loftus Versfeld Stadium, Pretoria Widzów: 2 447 Sędzia: Stuart Berry |

| 5 kwietnia 200815:00 | Falcons | 35:28(7:28) | Natal Wildebeest | Bosman Stadium, Brakpan Widzów: 300 Sędzia: Christie du Preez |
| 5 kwietnia 200815:00 |         | 35:28(7:28) |                  | Bosman Stadium, Brakpan Widzów: 300 Sędzia: Christie du Preez |

| 5 kwietnia 200816:00 | Leopards | 46:29(17:12) | SWD Eagles | Olympia Park, Rustenburg Widzów: 1 000 Sędzia: Gareth Lloyd-Jones |
| 5 kwietnia 200816:00 |          | 46:29(17:12) |            | Olympia Park, Rustenburg Widzów: 1 000 Sędzia: Gareth Lloyd-Jones |

| 5 kwietnia 200816:00 | Golden Lions | 52:14(16:9) | Mighty Elephants | Union RC, Johannesburg Sędzia: Jaco Peyper |
| 5 kwietnia 200816:00 |              | 52:14(16:9) |                  | Union RC, Johannesburg Sędzia: Jaco Peyper |

| 11 kwietnia 200816:00 | Boland Cavaliers | 41:33(29:13) | Golden Lions | Boland Stadium, Wellington Sędzia: Sindile Mayende |
| 11 kwietnia 200816:00 |                  | 41:33(29:13) |              | Boland Stadium, Wellington Sędzia: Sindile Mayende |

| 11 kwietnia 200818:00 | Cheetahs | 80:3(33:3) | Griffons | Vodacom Park, Bloemfontein Widzów: 12 500 Sędzia: Christie du Preez |
| 11 kwietnia 200818:00 |          | 80:3(33:3) |          | Vodacom Park, Bloemfontein Widzów: 12 500 Sędzia: Christie du Preez |

| 11 kwietnia 200819:00 | Natal Wildebeest | 32:37(17:15) | Leopards | Woodburn Stadium, Pietermaritzburg Widzów: 1 000 Sędzia: Deon van Blommestein |
| 11 kwietnia 200819:00 |                  | 32:37(17:15) |          | Woodburn Stadium, Pietermaritzburg Widzów: 1 000 Sędzia: Deon van Blommestein |

| 11 kwietnia 200819:00 | Border Bulldogs | 8:50(3:26) | Blue Bulls | Absa Stadium, East London Widzów: 1 000 Sędzia: Matt Kemp |
| 11 kwietnia 200819:00 |                 | 8:50(3:26) |            | Absa Stadium, East London Widzów: 1 000 Sędzia: Matt Kemp |

| 12 kwietnia 200812:30 | Western Province | 23:23(16:17) | Griquas | Newlands Stadium, Kapsztad Widzów: 5 000 Sędzia: Jaco Peyper |
| 12 kwietnia 200812:30 |                  | 23:23(16:17) |         | Newlands Stadium, Kapsztad Widzów: 5 000 Sędzia: Jaco Peyper |

| 12 kwietnia 200815:00 | SWD Eagles | 50:12(26:7) | Pumas | Outeniqua Park, George Widzów: 100 Sędzia: Joey Klaaste-Salmans |
| 12 kwietnia 200815:00 |            | 50:12(26:7) |       | Outeniqua Park, George Widzów: 100 Sędzia: Joey Klaaste-Salmans |

| 12 kwietnia 200815:30 | Mighty Elephants | 38:36(10:17) | Falcons | EPRU Stadium, Port Elizabeth Widzów: 140 Sędzia: Gareth Lloyd-Jones |
| 12 kwietnia 200815:30 |                  | 38:36(10:17) |         | EPRU Stadium, Port Elizabeth Widzów: 140 Sędzia: Gareth Lloyd-Jones |

## Faza pucharowa
|  |                  |                  |             |             |    |                  |                  |          |  |  |       |       |       |
|  | Ćwierćfinał      | Ćwierćfinał      | Ćwierćfinał |             |    | Półfinał         | Półfinał         | Półfinał |  |  | Finał | Finał | Finał |
|  | Ćwierćfinał      | Ćwierćfinał      | Ćwierćfinał |             |    | Półfinał         | Półfinał         | Półfinał |  |  | Finał | Finał | Finał |
|  | 25 kwietnia 2008 |                  |             |             |    |                  |                  |          |  |  |       |       |       |
|  |                  |                  |             |             |    |                  |                  |          |  |  |       |       |       |
|  | Blue Bulls       | Blue Bulls       | 51          |             |    |                  |                  |          |  |  |       |       |       |
|  | Blue Bulls       | Blue Bulls       | 51          | 3 maja 2008 |    |                  |                  |          |  |  |       |       |       |
|  | Golden Lions     | Golden Lions     | 7           |             |    |                  |                  |          |  |  |       |       |       |
|  | Golden Lions     | Golden Lions     | 7           |             |    | Blue Bulls       | Blue Bulls       | 40       |  |  |       |       |       |
|  | 26 kwietnia 2008 |                  |             |             |    | Blue Bulls       | Blue Bulls       | 40       |  |  |       |       |       |
|  |                  |                  | Griquas     | Griquas     | 20 |                  |                  |          |  |  |       |       |       |
|  | Griquas          | Griquas          | Griquas     | Griquas     | 20 | 37               |                  |          |  |  |       |       |       |
|  | Griquas          | Griquas          |             |             |    | 37               | 16 maja 2008     |          |  |  |       |       |       |
|  | Leopards         | Leopards         | 30          |             |    |                  |                  |          |  |  |       |       |       |
|  | Leopards         | Leopards         | 30          |             |    | Blue Bulls       | Blue Bulls       | 25       |  |  |       |       |       |
|  | 26 kwietnia 2008 |                  |             |             |    | Blue Bulls       | Blue Bulls       | 25       |  |  |       |       |       |
|  |                  |                  | Cheetahs    | Cheetahs    | 21 |                  |                  |          |  |  |       |       |       |
|  | Western Province | Western Province | Cheetahs    | Cheetahs    | 21 | 22               |                  |          |  |  |       |       |       |
|  | Western Province | Western Province | 3 maja 2008 |             |    | 22               |                  |          |  |  |       |       |       |
|  | Natal Wildebeest | Natal Wildebeest | 14          |             |    |                  |                  |          |  |  |       |       |       |
|  | Natal Wildebeest | Natal Wildebeest | 14          |             |    | Western Province | Western Province | 22       |  |  |       |       |       |
|  | 25 kwietnia 2008 |                  |             |             |    | Western Province | Western Province | 22       |  |  |       |       |       |
|  |                  |                  | Cheetahs    | Cheetahs    | 27 |                  |                  |          |  |  |       |       |       |
|  | Cheetahs         | Cheetahs         | Cheetahs    | Cheetahs    | 27 | 35               |                  |          |  |  |       |       |       |
|  | Cheetahs         | Cheetahs         |             |             |    |                  |                  |          |  |  |       |       |       |
|  | Boland Cavaliers | Boland Cavaliers | 20          |             |    |                  |                  |          |  |  |       |       |       |
|  | Boland Cavaliers | Boland Cavaliers | 20          |             |    |                  |                  |          |  |  |       |       |       |

| 25 kwietnia 200818:00 | Blue Bulls | 51:7(36:7) | Golden Lions | Loftus Versfeld Stadium, Pretoria Widzów: 1 373 Sędzia: Jaco Peyper |
| 25 kwietnia 200818:00 |            | 51:7(36:7) |              | Loftus Versfeld Stadium, Pretoria Widzów: 1 373 Sędzia: Jaco Peyper |

| 26 kwietnia 200812:10 | Griquas | 37:30(27:10) | Leopards | Absa Park, Kimberley Widzów: 1 000 Sędzia: Joey Klaaste-Salmans |
| 26 kwietnia 200812:10 |         | 37:30(27:10) |          | Absa Park, Kimberley Widzów: 1 000 Sędzia: Joey Klaaste-Salmans |

| 26 kwietnia 200815:00 | Western Province | 22:14(8:7) | Natal Wildebeest | Newlands Stadium, Kapsztad Sędzia: Francois Veldsman |
| 26 kwietnia 200815:00 |                  | 22:14(8:7) |                  | Newlands Stadium, Kapsztad Sędzia: Francois Veldsman |

| 25 kwietnia 200817:00 | Cheetahs | 35:20(24:10) | Boland Cavaliers | Vodacom Park, Bloemfontein Widzów: 1 200 Sędzia: Lesego Legoete |
| 25 kwietnia 200817:00 |          | 35:20(24:10) |                  | Vodacom Park, Bloemfontein Widzów: 1 200 Sędzia: Lesego Legoete |

| 3 maja 200812:15 | Blue Bulls | 40:20(10:7) | Griquas | Loftus Versfeld Stadium, Pretoria Sędzia: Francois Veldsman |
| 3 maja 200812:15 |            | 40:20(10:7) |         | Loftus Versfeld Stadium, Pretoria Sędzia: Francois Veldsman |

| 3 maja 200814:00 | Western Province | 22:27(7:7) | Cheetahs | Newlands Stadium, Kapsztad Sędzia: Sindile Mayende |
| 3 maja 200814:00 |                  | 22:27(7:7) |          | Newlands Stadium, Kapsztad Sędzia: Sindile Mayende |

| 16 maja 200819:10 | Blue Bulls | 25:21(6:10) | Cheetahs | Loftus Versfeld Stadium, Pretoria Widzów: 7 670 Sędzia: Francois Veldsman |
| 16 maja 200819:10 |            | 25:21(6:10) |          | Loftus Versfeld Stadium, Pretoria Widzów: 7 670 Sędzia: Francois Veldsman |